# Radiotelegrafie
Radiotelegrafie of draadloze telegrafie is het verzenden van morse-berichten via radiogolven. Deze morse-berichten worden ook wel telegrammen genoemd. Guglielmo Marconi gebruikte morsecode bij zijn experimenten met radiogolven. Hiermee werd hij de uitvinder van de radiotelegrafie.

## Geschiedenis
Nadat Maxwell en Hertz hun theorieën over elektromagnetisme hadden uitgewerkt en er de eerste proeven mee hadden uitgevoerd,  begon Guglielmo Marconi in Italië te experimenteren met radiogolven. Hij maakte daarbij gebruik van een vonkgenerator, die als een primitieve zender functioneerde, een coherer als ontvanger en door hem zelf ontworpen antennes. In eerste instantie overbrugde hij daarmee enkele meters. Na verschillende experimenten slaagde hij erin afstanden van meer dan 2 kilometer te overbruggen.
Samuel Morse had ruim een halve eeuw eerder, in 1835, de morsecode ontworpen voor de communicatie per telegrafie en deze morsecode gebruikte Marconi voor zijn experimenten met radiogolven. Hij schakelde met een seinsleutel zijn vonkzender in en uit, waardoor hij draadloze communicatie tot stand bracht.
De Italiaanse regering toonde geen belangstelling voor zijn werk, maar hij had een neef in Groot-Brittannië die weer connecties had met William Henry Preece, hoofdingenieur van de British Post Office (de Britse PTT). Marconi verhuisde daarom in 1896 naar Engeland en met steun van Preece en zijn neef verkreeg Marconi later dat jaar (2 juni 1896) 's werelds eerste octrooi voor zijn draadloze telegrafiesysteem.
In Engeland zette hij zijn experimenten voort en in 1898 lukte het hem om een afstand van 30 km te overbruggen, van het Needles Hotel op het Isle of Wight naar het Harbour Hotel in Pool. Op 12 december 1901 ontving hij via een antenne op Signal Hill, een kustheuvel in de Newfoundlandse stad St. John's, de eerste draadloze trans-Atlantische verbinding. Het signaal was verzonden vanuit Poldhu in het Engelse graafschap Cornwall.
Medio juli 2013 sloot in India de laatste grote telegramdienst de deuren.